# Cần trôi
Cần trôi hay còn gọi rau cần trôi, ráng sừng nai (danh pháp khoa học: Ceratopteris thalictroides) là một loài thực vật có mạch trong họ Pteridaceae. Loài này được (L.) Brongn. mô tả khoa học đầu tiên năm 1821.

## Hình ảnh

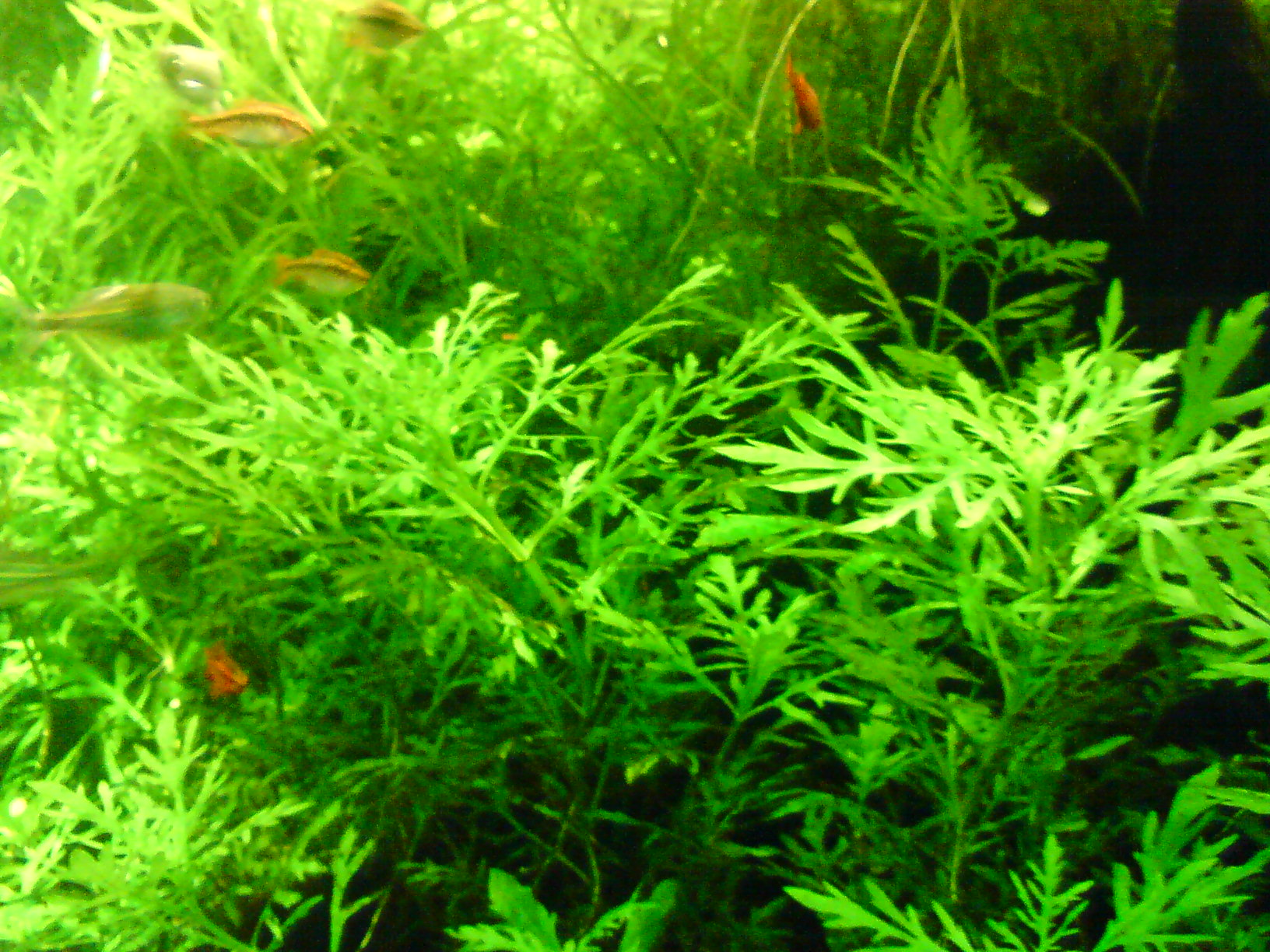
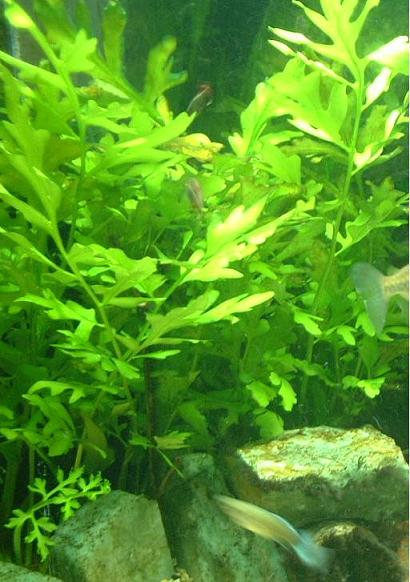
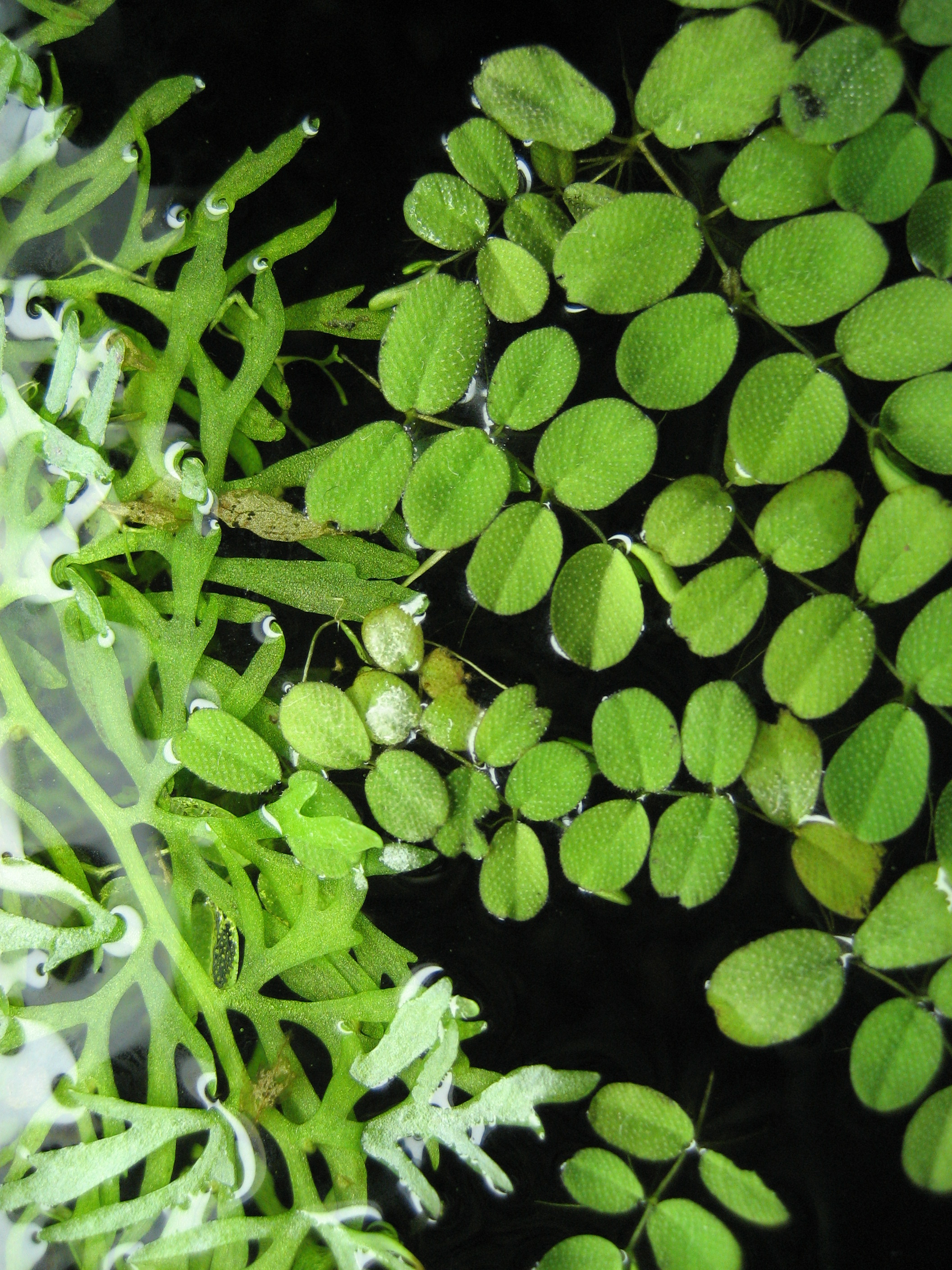